# Tavaux-et-Pontséricourt
Tavaux-et-Pontséricourt ist eine französische Gemeinde mit 549 Einwohnern (Stand 1. Januar 2022) im Département Aisne in der Region Hauts-de-France. Sie gehört zum Arrondissement Laon, zum Kanton Marle und zum Gemeindeverband Pays de la Serre.

## Lage
Die Gemeinde Tavaux-et-Pontséricourt liegt am Fluss Serre in der Landschaft Thiérache, zwölf Kilometer südlich von Vervins. Umgeben ist Tavaux-et-Pontséricourt von den Nachbargemeinden Vigneux-Hocquet im Nordosten, Agnicourt-et-Séchelles im Osten, Montigny-le-Franc im Süden, Saint-Pierremont im Südwesten sowie Bosmont-sur-Serre, Burelles und Braye-en-Thiérache im Nordwesten.

## Geschichte
Am Morgen des 30. August 1944 griff ein Dutzend Widerstandskämpfer junge SS-Soldaten an, um sie an einer Brückensprengung zu hindern. Daraufhin sperrten Soldaten der Leibstandarte SS Adolf Hitler und der 12. SS-Panzer-Division „Hitlerjugend“ aus Marle und Montcornet kommend das Dorf mit Tigerpanzern, Maschinengewehren und Truppentransportern ab. Bei der folgenden Vergeltungsaktion wurden 20 Zivilisten ermordet und 86 Häuser zerstört.

### Bevölkerungsentwicklung
| Jahr                       | 1962 | 1968 | 1975 | 1982 | 1990 | 1999 | 2006 | 2014 | 2022 |
| Einwohner                  | 797  | 766  | 752  | 666  | 622  | 590  | 544  | 583  | 549  |
| Quellen: Cassini und INSEE |      |      |      |      |      |      |      |      |      |

## Sehenswürdigkeiten
- Wehrkirche Notre-Dame aus dem 12. Jahrhundert, Monument historique seit 1989[1]
- Kirche Saint-Médard in Pontséricourt

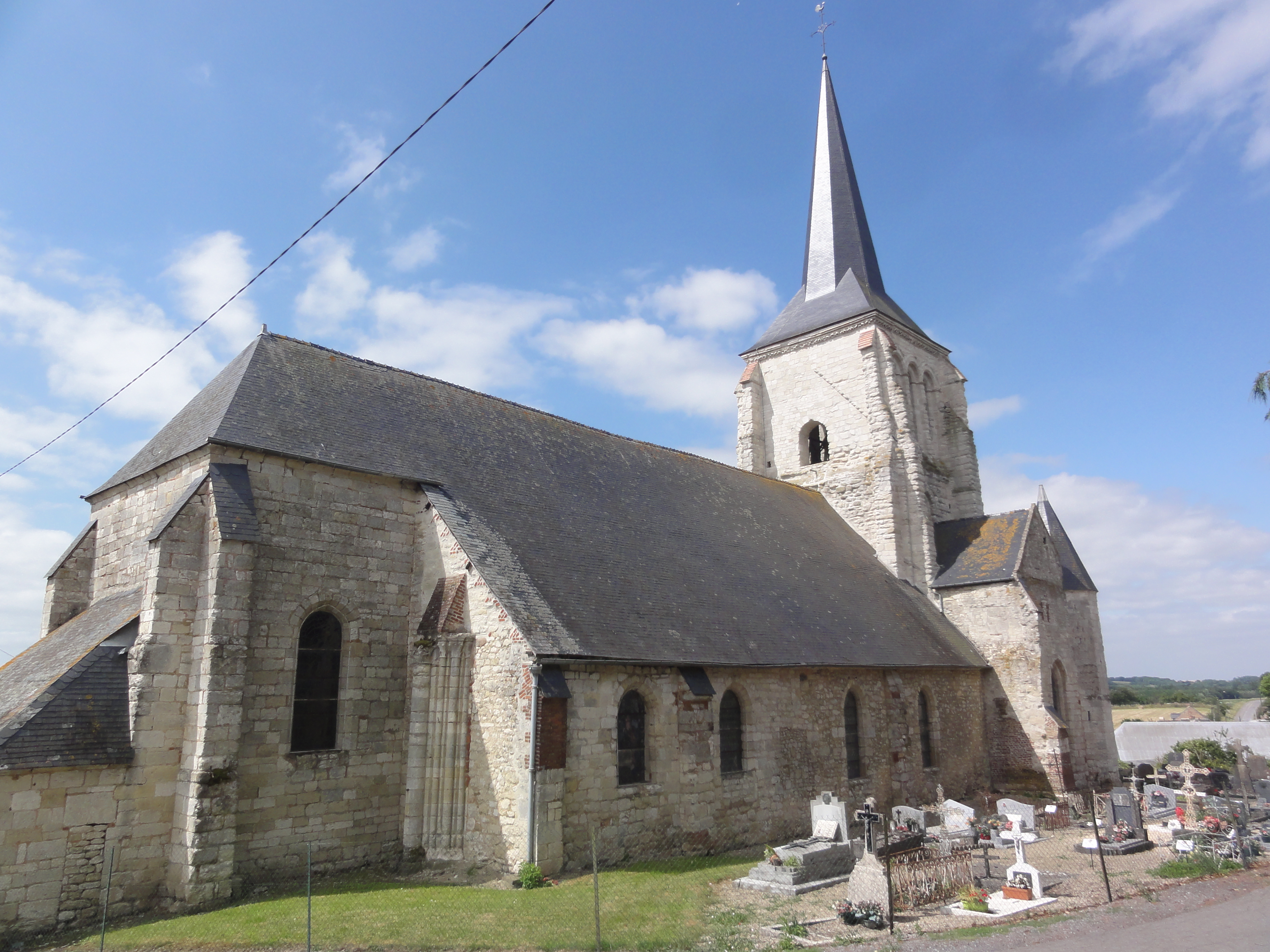
Kirche Notre-Dame in Tavaux
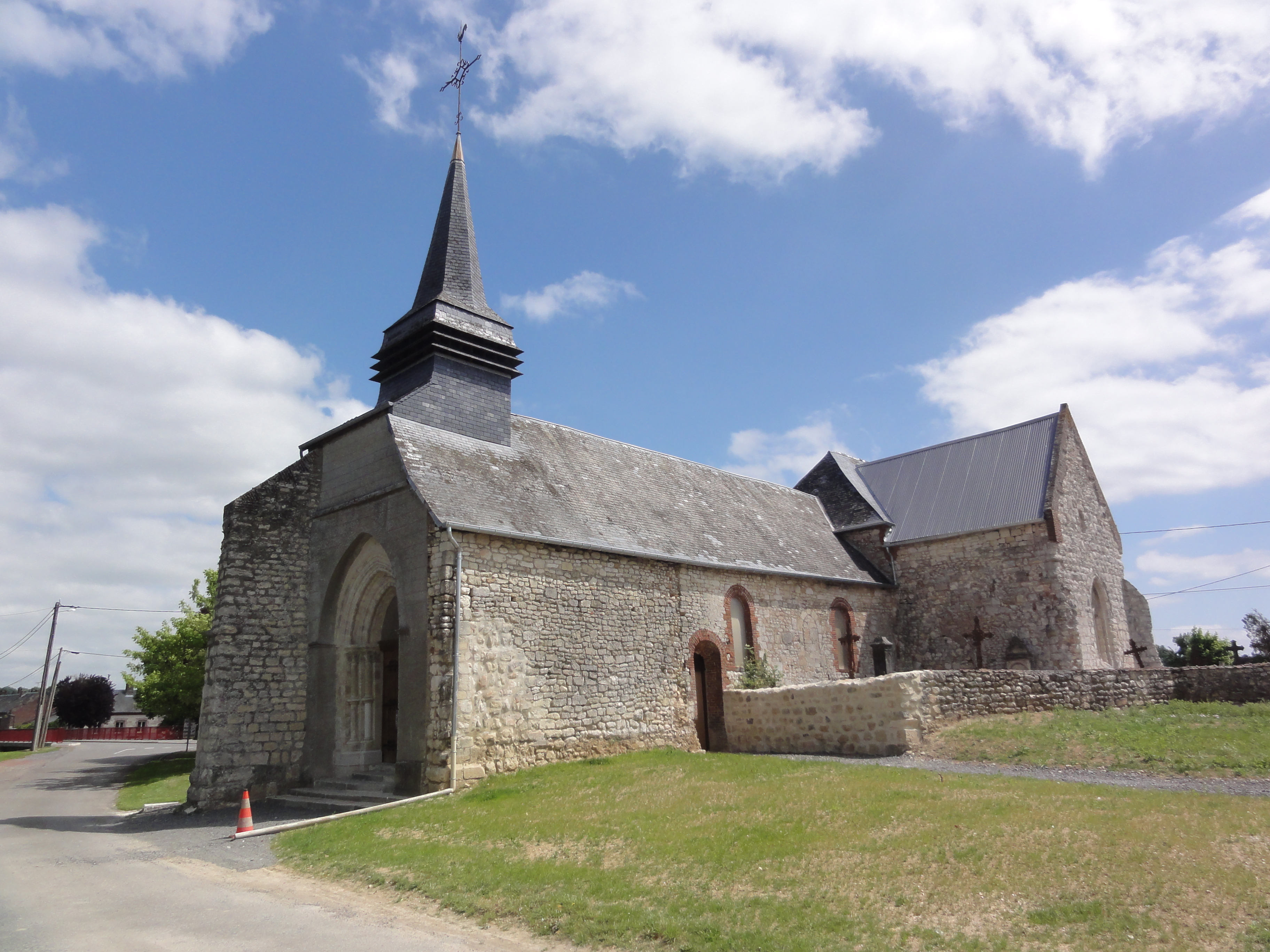
Kirche Saint-Médard in Pontséricourt
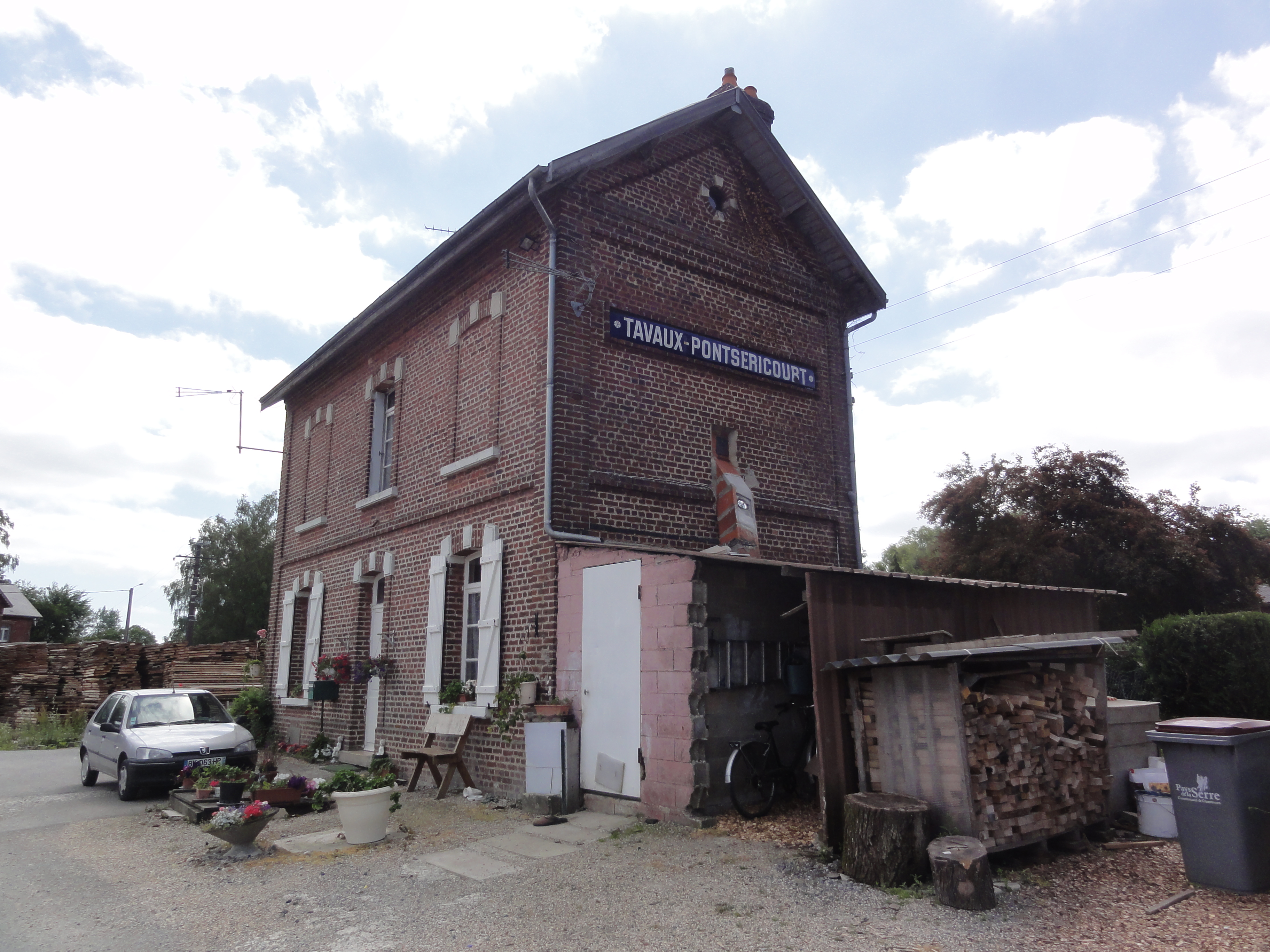
Ehemaliger Bahnhof
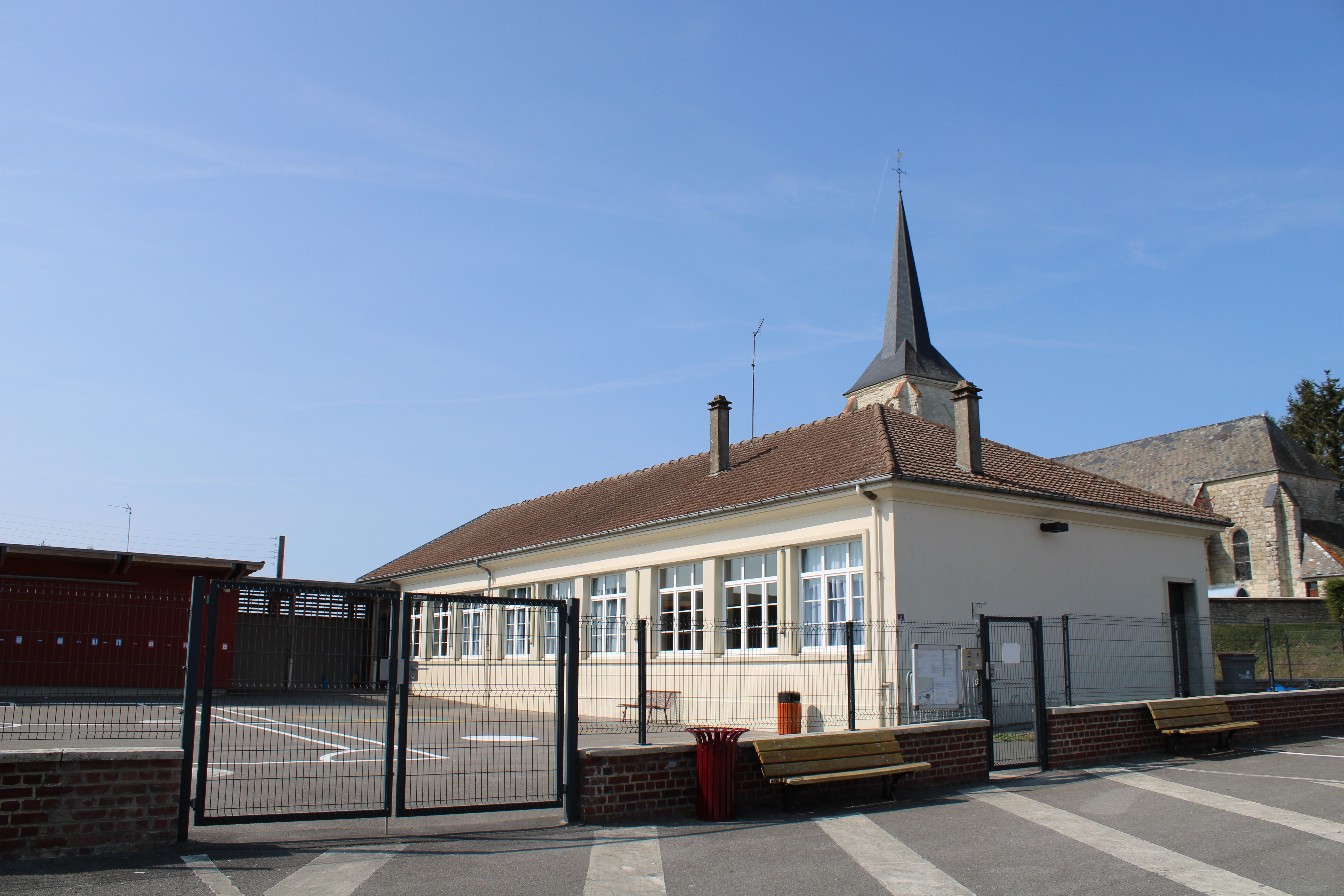
Schule
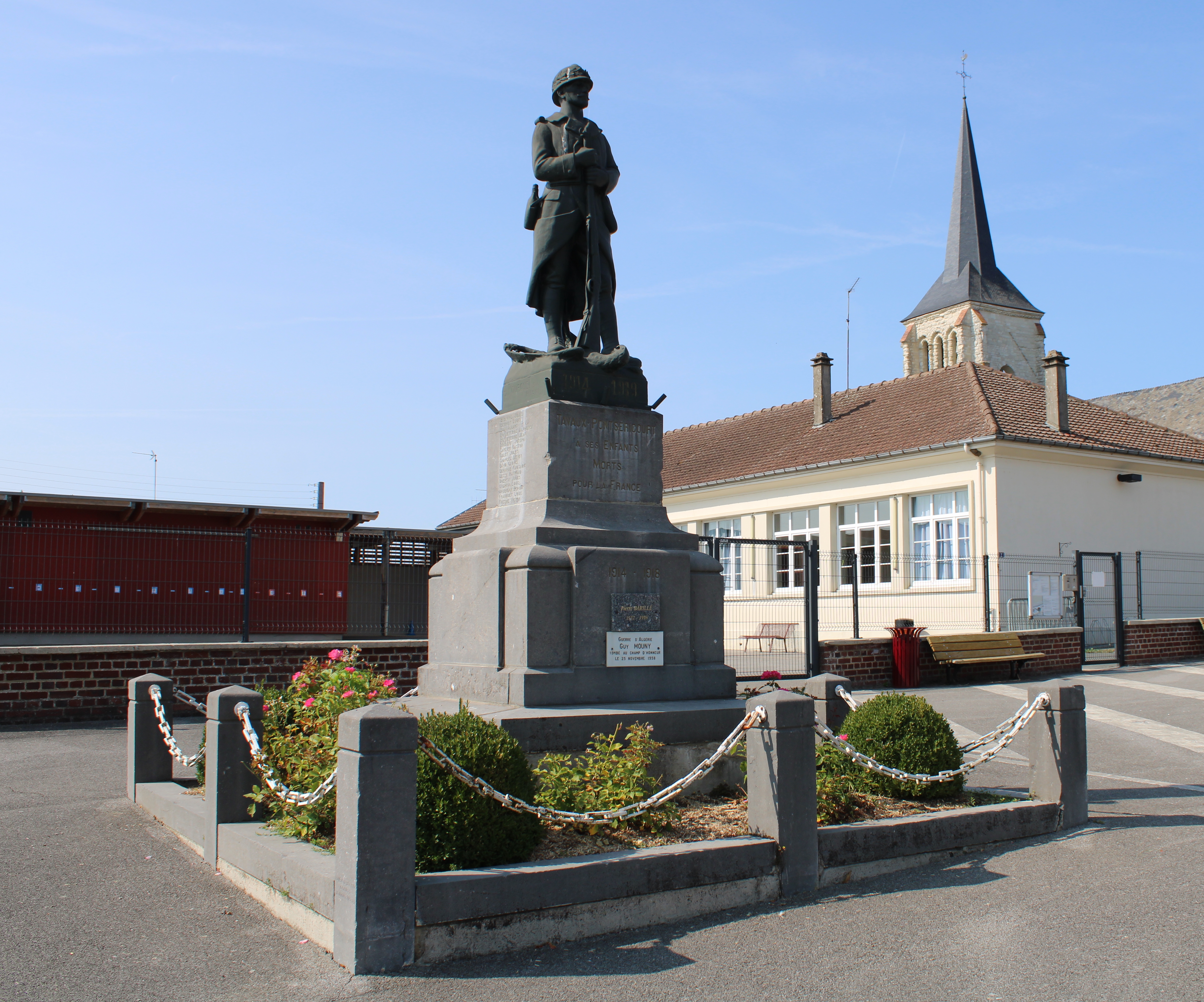
Gefallenendenkmal